# Grote pijlstormvogel
De grote pijlstormvogel (Ardenna gravis) is een zeevogel uit de familie van de stormvogels en pijlstormvogels (Procellariidae).

## Kenmerken
De vogel is ongeveer 50 cm lang en heeft een spanwijdte van 110 cm. De staart bevat een witte streep. De snavel en poten zijn donker.

## Leefwijze
Het voedsel bestaat uit inktvissen en scheepsafval.

## Leefgebied
De soort broedt op de eilanden Nightingale, Inaccessible, Tristan da Cunha en Gough in de Zuidelijke Atlantische Oceaan. Het is een van de weinige trekvogels die vanaf het broedgebied op het Zuidelijk Halfrond naar het Noordelijk Halfrond trekt om te overwinteren. De Grote Pijlstormvogel broedt in grote kolonies, waar het vrouwtje een ei in een klein holletje of op het gras legt. De 'nesten' worden alleen 's nachts bezocht om het risico op predatie door meeuwen zo klein mogelijk te houden.
Deze pijlstormvogel volgt net als de grauwe pijlstormvogel een cirkelvormige trekroute. Waarbij eerst langs de oostkust van Zuid- en Noord-Amerika naar het noorden wordt gevlogen, om vervolgens in augustus de Atlantische Oceaan in oostelijke richting over te steken. In de herfst kan de soort vrij veel gezien worden aan de westkust van Ierland en Groot-Brittannië voordat de tocht zuidwaarts langs de westkust van Afrika weer wordt aanvaard.

### Waarnemingen aan de Nederlandse kust
In de Noordzee is de grote pijlstormvogel zeer zeldzaam, in totaal zijn er 19 bevestigde waarnemingen vanaf de Nederlandse kust tussen 1915 en 2021.

## Status
De grootte van de populatie is in 2004 geschat op 10 miljoen volwassen vogels. Op de Rode lijst van de IUCN heeft deze soort de status niet bedreigd.